# People and Things
Albums de Jack's Mannequin
The Glass Passenger
(2008)
People and Things est le troisième album du groupe de piano rock Jack's Mannequin. Il est sorti en 2011 sous le label Sire Records. 

## Liste des chansons
| 1.    | My Racing Thoughts                | 4:19 |
| 2.    | Release Me                        | 3:16 |
| 3.    | Television                        | 3:37 |
| 4.    | Amy, I                            | 3:33 |
| 5.    | Hey Hey Hey (We're All Gonna Die) | 3:37 |
| 6.    | People, Running                   | 3:40 |
| 7.    | Amelia Jean                       | 2:54 |
| 8.    | Platform Fire                     | 3:31 |
| 9.    | Hostage                           | 4:27 |
| 10.   | Restless Dream                    | 3:55 |
| 11.   | Casting Lines                     | 3:41 |
| 40:32 |                                   |      |